# Skamby
Skamby är en tätort i Nordfyns kommun i Region Syddanmark i Danmark. Tätorten har 447 invånare (2024). Den ligger på Fyn, cirka 12,5 kilometer sydost om Bogense.